# Ethereum Classic
Ethereum Classic je kryptoměna (ETC) a open-source platforma založená na decentralizované databázi blockchain, která uchovává a chrání neustále se zvyšující počet záznamů. Zároveň se však jedná o decentralizovaný turingovský kompletní virtuální stroj Ethereum Virtual Machine (EVM) pro běh takzvaných „smart contracts“ („chytrých kontraktů“).

## Historie
Vznik kryptoměny Ethereum Classic souvisí se kryptoměnovým systémem DAO (z anglického decentralized autonomous organization). Tento vznikl v květnu 2016 a byl v podstatě naprosto transparentní a flexibilní decentralizovaný fond rizikového kapitálu, jehož smyslem bylo financovat všechny budoucí decentralizované aplikace. Hodnota fondu narostla do června toho roku na téměř 150 milionů amerických dolarů v etheru, což představovalo 14 % všech v té době vydaných tzv. etherových tokenů. 
Systém byl postaven na koncepci blockchainu Ethereum a jeho tokeny mohl získat každý výměnou za ethery. Tím také získal přístup na DAPPS (tzv. decentralizované aplikace). Systém DAO umožňoval také opačnou funkci. Pokud klientovi aplikace DAPPS nevyhovovaly, mohl znovu získat funkcí „split“ zpět své ethery. Tato funkce také každému umožňovala tvorbu vlastní „child DAO” (dceřiné DAO). Aby byl zajištěný hladký průběh transakcí, znovu získané ethery nešlo utratit dřív než za 28 dní od oddělení se od systému DAO. 
V samotném systému DAO se však nachází chyba, která vedla k rozdělení komunity na dvě. 18. června 2016, tj. po zhruba měsíci od vzniku DAO, využili hackeři chyby v systému DAO a odčerpali pomocí funkce „split“ třetinu z celkového fondu DAO, tedy cca 50 milionů amerických dolarů (v přepočtu 3,7 milionů tokenů). Utratit odčerpané peníze mohli však až po uplynutí 28 dní. 
Chyba byla na straně DAO, nikoliv Etherea, ale i přesto v něj lidé ztratili důvěru a jeho hodnota klesla z 20 amerických dolarů na cca 12 dolarů za token. Nadace Ethereum Foundation pak z možných řešení zvolila „hard fork“, nenávratné rozdělení sítě, které se událo 23. června 2016. Od bloku 1920 000 se vydal blockchain novou cestou a každý, kdo tyto změny akceptoval, se touto cestou vydá také. Ostatním byl přístup k dalším aktualizacím odepřen. 
Protože "hard forku" vyjádřila podporu většina investorů a významných hráčů, zachoval si název Ethereum (ETH), zatímco kryptoměna menší část komunity, která nesouhlasila s radikálním řešením a odmítla přejít na nový systém, se přejmenovala na Ethereum Classic (ETC). Kontroverzní zásah do podstaty blockchainu Etherea nebylo nic jiného než zavedení chytrého kontraktu, jehož jedinou funkcí bylo umožnit obětem vyinkasovat za každé investované DAO jeden ether. Tento krok pak pro nesouhlasící část komunity představoval zásadní narušení ideje spravedlivého a transparentního systému, který se nebude měnit a zůstane zachován na věky, a byl precedentem pro další změny. Ty se ostatně odehrály hned 16. října 2017, kdy proběhl další „hard fork“ Etherea na řešení s názvem Byzantium. Další „hard fork“ má být Constantinopole plánována na rok 2018.

## Charakteristika
Platforma Ethereum Classic slouží k zdokonalení chytrých kontraktů a k jejich uvedení do praxe, kde by mohou nahradit a decentralizovat všechny klasické smlouvy a dohody. Za chytrý kontrakt je možné označovat jakýkoliv protokol nebo software, který zajišťuje, ověřuje anebo vynucuje vyjednání nebo provedení kontraktu (smlouvy). Na rozdíl od standardní smlouvy, kde dodržení závazku vynucuje zákon, chytré kontrakty vynucují závazky pomocí kryptografického kódu. 
Fungování této sítě tedy není jako u Bitcoinu omezeno pouze na transakci měny, ale je v ní možné psát také vlastní programy, tj. i chytré kontrakty, které provádějí přesně to, co jejich tvůrce nastaví. Kontrakty tak klientům pomohou transparentním a nekonfliktním procesem vyměnit peníze, majetek, akcie nebo cokoliv jiného bez zásahů třetích stran (právníků, notářů). 
Chytré kontrakty jsou často přirovnávány k digitálnímu prodejnímu automatu, do kterého se vloží data nebo něco hodnotného, a zákazník za to získá finální položku, třeba nápoj nebo dům. Každá akce v tomto automatu, síti Ethereum Classic, stojí určité množství paliva, které se odvozuje od potřebného výpočetního výkonu a délky běhu akce. Kryptoměna ether classic je využívána právě jako digitální palivo této sítě, které získávají těžaři, kteří na popud správce chytrého kontraktu spustí část programu.

## Kapitalizace
Z hlediska kapitalizace představuje Ethereum classic osmnáctou největší kryptoměnu současnosti (Etherum je druhou největší). Tržní kapitalizace ETC činila ke dni 10. července 2021 6 238 294 709 amerických dolarů při ceně 48,52 amerických dolarů za jeden token ethera classic. Tokenů ethera classic bylo v té době v oběhu 128 441 693.